# Alberto Fontana
Pour les articles homonymes, voir Fontana.
Alberto Fontana (né le 23 janvier 1967 à Cesena, dans la province de Forlì-Cesena en Émilie-Romagne) est un footballeur italien, ayant évolué au poste de gardien de but, notamment à Bari et à Palerme.

## Palmarès
- Vainqueur de la Coupe d'Italie en 2005 avec l'Inter de Milan